# Condado de Cape May
El condado de Cape May (en inglés: Cape May County), fundado en 1685, es un condado del estado estadounidense de Nueva Jersey. En el año 2010 el condado tenía una población de 97 265 habitantes con una densidad poblacional de 155 personas por km². La sede del condado es Cape May Court House.

## Geografía
Según la Oficina del Censo, el condado tiene un área total de 1606 km² (620,1 mi²), de la cual 660 km² (254,8 mi²) es tierra y 945 km² (364,9 mi²) (58.86%) es agua.

### Condados adyacentes
- Condado de Atlantic (norte)
- Condado de Cumberland (noroeste)

## Demografía
En el 2007 la renta per cápita promedia del condado era de $41 591, y el ingreso promedio para una familia era de $51 402. En 2000 los hombres tenían un ingreso per cápita de $39 340 versus $27 621 para las mujeres. El ingreso per cápita para el condado era de $24 172 y el 8,70% de la población estaba bajo el umbral de pobreza nacional.

## Localidades

### Ciudades
Cape May |
North Wildwood |
Ocean City |
Sea Isle City |
Wildwood

### Boroughs
Avalon |
Cape May Point |
Stone Harbor |
West Cape May |
West Wildwood |
Wildwood Crest |
Woodbine

### Municipios
Dennis |
Lower |
Middle |
Upper

### Lugares designados por el censo
Belleplain |
Burleigh |
Cape May Court House |
Diamond Beach |
Erma |
North Cape May |
Strathmere |
Rio Grande |
Villas |
Whitesboro

### Áreas no incorporadas
Beesley's Point |
Dennisville |
Goshen |
Green Creek |
Marmora |
Ocean View |
South Dennis |
Swainton |
Tuckahoe